# Conférence de Vienne (22 octobre 1917)
Vous lisez un « bon article » labellisé en 2018.
Pour les articles homonymes, voir Conférence de Vienne.
La conférence de Vienne du 22 octobre 1917 est une conférence gouvernementale germano-austro-hongroise destinée à mettre au point les modalités de partage des conquêtes européennes de la Quadruplice. Réunie dans un contexte difficile pour les deux empires, elle se solde par la rédaction d'un programme détaillé des buts de guerre allemands et austro-hongrois, nommés par l'historien allemand Fritz Fischer les « directives de Vienne », proposant un nouveau programme des buts de guerre du Reich impérial, tout en définissant les objectifs de la double monarchie, promise à une intégration renforcée dans la sphère d'influence allemande. 

## Contexte
Au cours de l'automne 1917, le Reich multiplie les occasions pour redéfinir les termes des accords négociés au mois de mai précédent à Kreuznach, tentant d'échanger la Pologne, promise au Reich mais partagée en zones d'occupation allemande et austro-hongroise, contre la Roumanie, promise à l'Autriche-Hongrie. 

### LeReichet les buts de guerre alliés
L'automne 1917 constitue le moment durant lequel la majorité des responsables politiques, économiques et militaires allemands, prennent clairement conscience de la volonté des Alliés de perpétuer la politique de mise à l'écart du Reich sur les marchés mondiaux et de pérenniser, dans ce cadre, des dispositifs de blocus du Reich au-delà de la fin du conflit.
Fort de cette prise de conscience, le gouvernement du Reich, appuyé sur les milieux économiques, tente de se donner les moyens de préparer économiquement une sortie du conflit. Ainsi, les Dioscures, notamment Erich Ludendorff, privilégient des solutions visant à garantir pour le Reich la mise en place d'un ensemble économique pour parvenir à une autarcie en Europe centrale, réorganisée au profit de l'Allemagne, ou à défaut, l'obtention d'accords de long terme avec les États voisins.

### LeReichface à la double monarchie

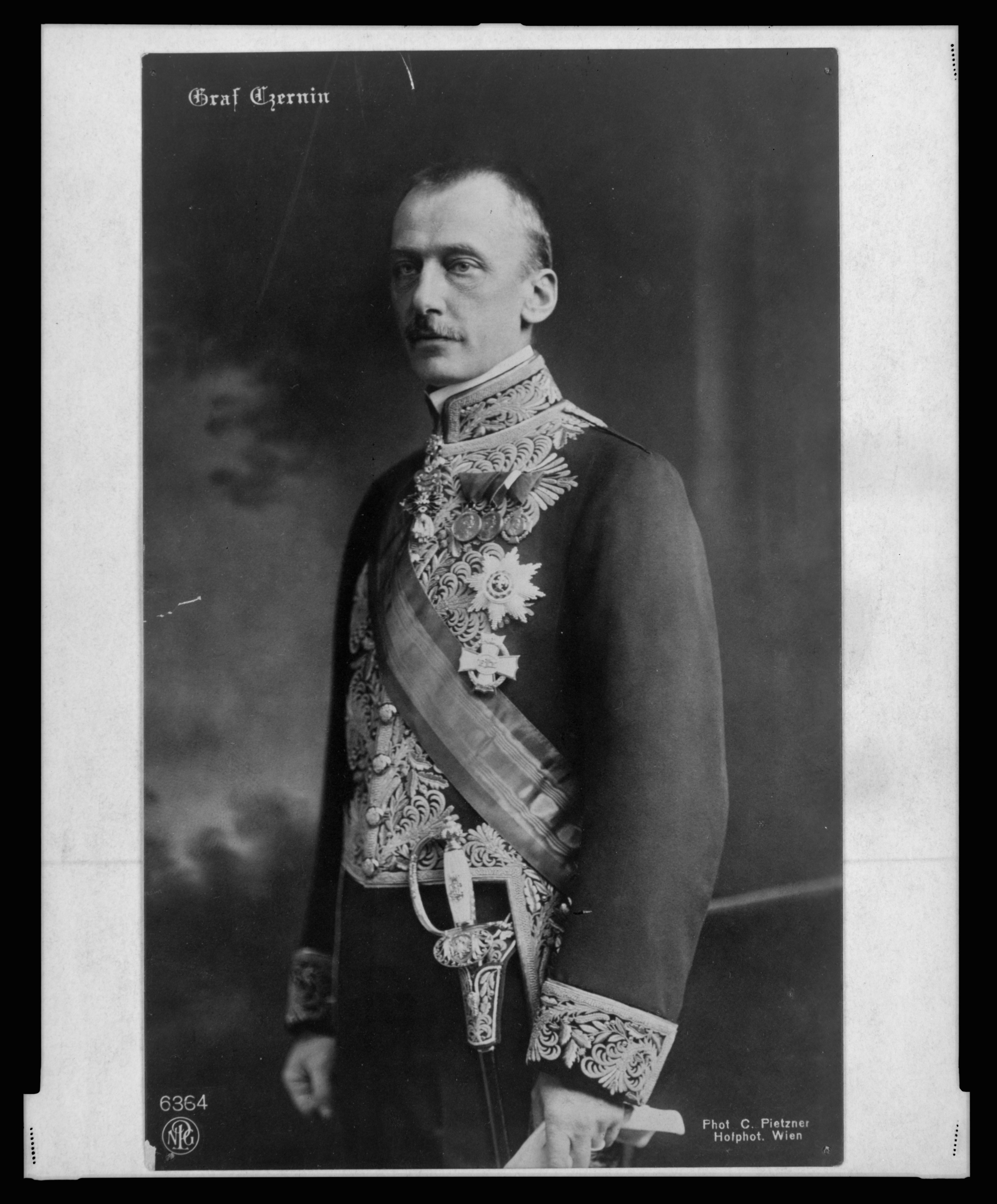
Ottokar Czernin, ministre austro-hongrois des affaires étrangères, défend les intérêts de la double monarchie.

Depuis la mort de François-Joseph, son successeur Charles Ier multiplie les initiatives pour extraire l'Autriche-Hongrie de son alliance avec le Reich. 
Rapidement, toutes ces tentatives, menées d'accord avec son ministre des affaires étrangères, Ottokar Czernin, se soldent par des levées de bouclier de la part du Reich : les réformes intérieures de l'empire d'Autriche, tout comme la mise en place d'un cabinet de concentration nationale réunissant des représentants de l'ensemble des nationalités représentés au Reichsrat de Vienne, se heurtent à un veto absolu de la part de l'ambassadeur du Reich.
En outre, depuis le mois d'août 1917, Ottokar Czernin le ministre des affaires austro-hongrois, de plus en plus paniqué par la gravité de la situation intérieure de la double monarchie, multiplie les tentatives auprès du Reich pour mettre un terme à la participation austro-hongroise au conflit. Cependant, dès sa première rencontre avec Georg Michaelis, le 1er août à Vienne, l'Austro-Hongrois échoue à négocier l'ouverture de négociations de paix avec les Alliés. 
Ensuite, lors de la réunion de Bellevue, le même jour, les Dioscures approuvent la préparation d'une offensive contre l'Italie, destinée à éloigner le conflit du territoire austro-hongrois. Réservés sur l'impact de cette offensive sur l'évolution générale du conflit, les militaires allemands, aiguillonnés par les missives de Charles Ier à Guillaume II, en ont accepté le principe afin de garantir la poursuite de la participation austro-hongroise dans le conflit aux côtés du Reich. 
Enfin, depuis la démission du chancelier impérial allemand Theobald von Bethmann Hollweg, les relations entre les deux empires deviennent plus brutales. Guillaume II et les Dioscures n'hésitent plus à menacer leurs interlocuteurs austro-hongrois, notamment Gottfried von Hohenlohe, l'ambassadeur impérial et royal à Berlin, le 13 juillet, tandis que l'empereur Charles se voit surveillé de près par l'ambassadeur allemand à Vienne.

### Une situation intérieure inquiétante
Les puissances centrales sont, depuis l'été 1916, placées sous la direction stricte des Dioscures, dont l'action tend à être de plus en plus intrusive dans la vie quotidienne du Reich et de la double monarchie. De plus, les populations allemandes et austro-hongroises souffrent depuis des mois d'une situation de plus en plus problématique, entraînant des risques pour la cohésion intérieure du Reich et de la double monarchie,. 
Depuis l'échec de la résolution de paix du mois de juillet, les militaires allemands ont imposé un chancelier conforme à leurs vues, Georg Michaelis, haut fonctionnaire aux grandes compétences techniques, mais sans autorité, ni programme de gouvernement, qui se révèle dans un premier temps, « un instrument docile » des Dioscures Paul von Hindenburg et Erich Ludendorff. 
La double monarchie apparaît quant à elle totalement épuisée par le conflit : la population affamée voit son poids et sa taille diminuer, tandis que le nombre d'émeutes de la faim tend à croître dans les villes autrichiennes.

## Participants
Réunie à Vienne, au siège du ministère commun des affaires étrangères austro-hongrois, cette conférence constitue l'occasion d'une rencontre entre les ministres des affaires étrangères des deux empires, en présence de l'ambassadeur du Reich.

### Négociateurs allemands

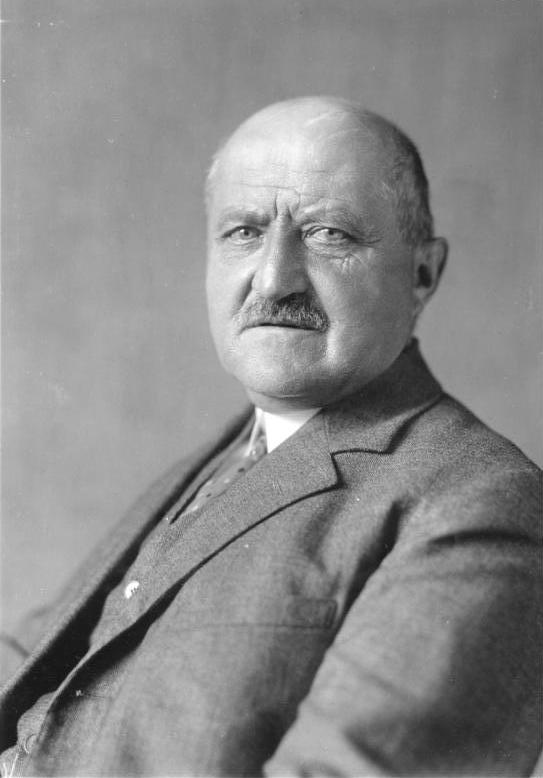
Georg Michaelis (1932), alors chancelier du Reich, dirige la délégation allemande à Vienne.

Le chancelier du Reich, Georg Michaelis, mène officiellement la délégation allemande. Cependant, inexpérimenté dans le domaine des négociations internationales et peu au fait de l'état réel des relations entre le Reich et la double monarchie, le chancelier est cantonné à un rôle protocolaire, décoratif : la délégation gouvernementale allemande est dirigée dans les faits par le secrétaire d'État aux affaires étrangères, le diplomate de carrière Richard von Kühlmann, assisté de ses principaux collaborateurs ; Botho von Wedel (de), ambassadeur allemand à Vienne, assiste également aux échanges.

### Négociateurs austro-hongrois

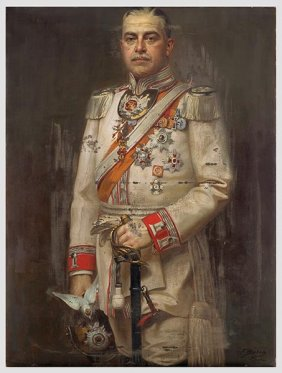
Gottfried von Hohenlohe, ici en 1917, participe aux pourparlers germano-austro-hongrois en tant qu'ambassadeur de la double monarchie à Berlin.

Ottokar Czernin, alors ministre commun des affaires étrangères, préside aux discussions, assisté de ses principaux collaborateurs. 
L'ambassadeur austro-hongrois à Berlin, Gottfried zu Hohenlohe-Schillingsfürst, participe aux échanges entre ministres et diplomates allemands et austro-hongrois.

## Des positions divergentes
Une fois de plus, les négociations germano-austro-hongroises actent les divergences entre les deux principaux partenaires de la Quadruplice, aucun accord de fond n'est trouvé entre les Allemands, hommes d'État et militaires, d'une part, et austro-hongrois de l'autre. 

### La Mitteleuropa, but de guerre allemand
Mis de côté à la suite de la crise politique cause de la chute de Theobald von Bethmann Hollweg, au début du mois de juillet 1917, le projet visant à mettre en place un ensemble économique à l'échelle de l'Europe centrale est réactivé par le secrétaire d'État Richard von Kühlmann lors de cette conférence.
Cependant, cet objectif est perçu différemment par les civils et les militaires, tant au niveau des moyens que des fins : les civils définissent ce projet comme le moyen d'une tutelle indirecte, mais réelle, sur les pays voisins du Reich et dans les Balkans, pont vers l'Empire ottoman ; les militaires préconisent une tutelle basée sur des annexions de territoires voisins du Reich et la soumission de la double monarchie à une stricte tutelle politique, économique et militaire de long terme.

### Paix et guerre
Face à une situation intérieure de plus en plus inquiétante, le chancelier Georg Michaelis se trouve pris au piège entre les Dioscures et la majorité du Reichstag, favorable à une paix de compromis. 
Dans cette situation inconfortable, le chancelier multiplie les maladresses à l'encontre des socialistes indépendants, notamment le 9 octobre, leur reprochant leur attitude lors des premières mutineries au sein des équipages de la flotte de guerre : pointant le soutien des parlementaires USPD aux mutins, Michaelis s'aliène le soutien des parlementaires du SPD, pourtant favorables à une paix de compromis avec les Alliés. De plus, il doit affronter les réserves des parlementaires du Zentrum, membres de la majorité parlementaire, mais sceptiques sur la poursuite du conflit.
Faisant face à ces attaques venues du Reichstag, le chancelier doit également affronter les militaires, Paul von Hindenburg et Erich Ludendorff, partisans l'un comme l'autre de la réalisation des buts de guerre du Reich. En effet, les Dioscures multiplient les initiatives pour créer un courant d'opinion favorable à la réalisation de buts de guerre étendus,, par le déclenchement de campagnes de presse favorables à la politique des buts de guerre ou par l'exploitation du 400e anniversaire de la réforme protestante.

### Une vision austro-hongroise à long terme

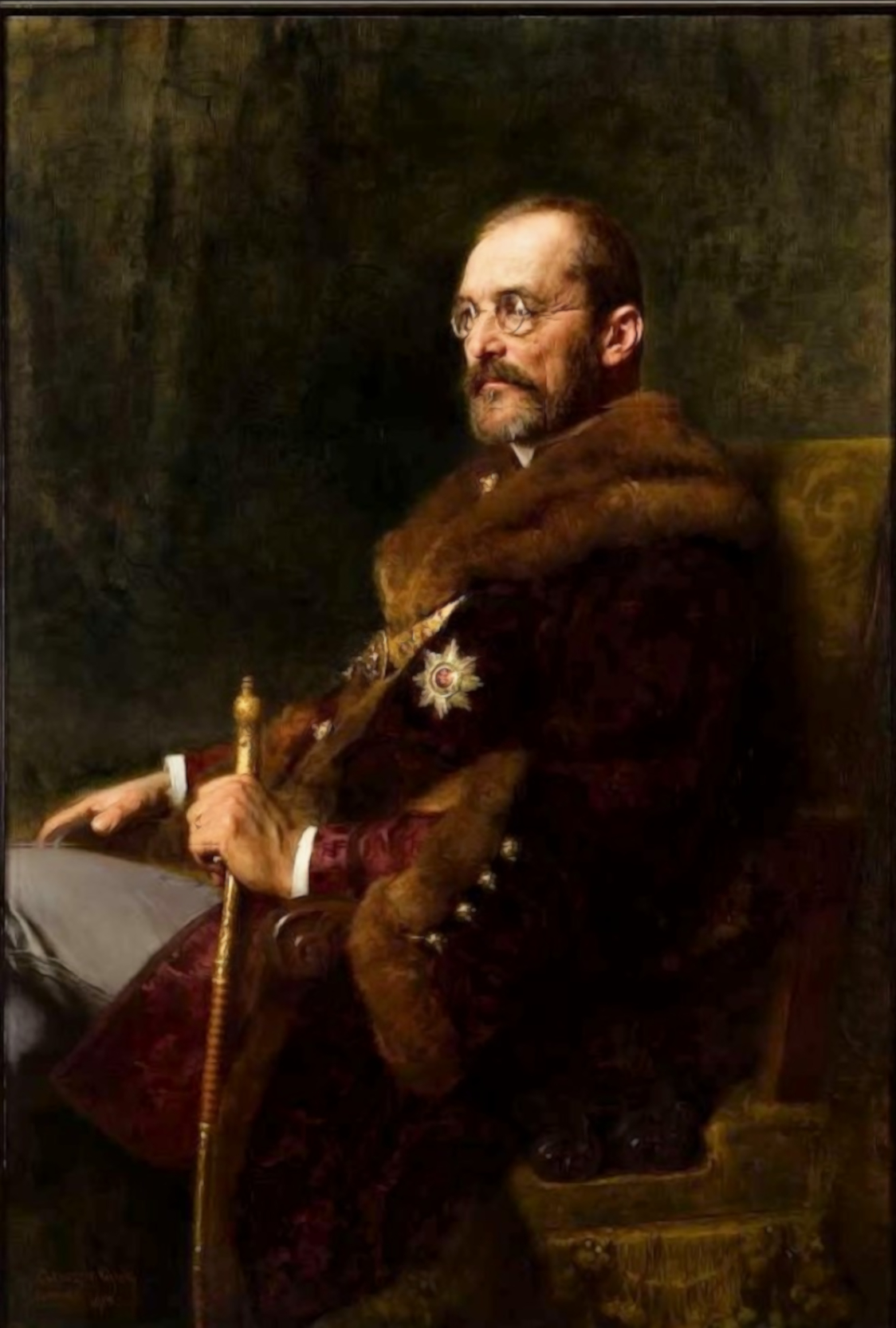
István Tisza, ici portraituré par Gyula Benczúr, ancien premier ministre hongrois, expose ses réserves sur les raisons qui ont poussé Ottokar Czernin à accepter les directives de Vienne.

Avalisant toutes les conditions du Reich, Ottokar Czernin, le ministre commun des affaires étrangères, appuie ses positions dans les négociations austro-allemandes de l'automne 1917 sur des calculs de long terme. 
Selon lui, la double monarchie est promise à sortir totalement épuisée du conflit,, mais le Reich victorieux est destiné à devenir unanimement haï par ses voisins et partenaires politiques et commerciaux.
Exposant sa pensée à l'ambassadeur austro-hongrois à Berlin, Gottfried von Hohenlohe, le ministre considère la sujétion de la double monarchie au Reich comme une étape transitoire. En effet, Ottokar Czernin estime que le Reich devra octroyer à la double monarchie les moyens économiques et financiers de son essor futur. Une fois la double monarchie sortie de sa situation de dépendance, le successeur de Czernin se trouvera capable de remettre en cause les accords négociés en 1917 avec le Reich, afin notamment d'obtenir l'égalité des droits économiques et commerciaux au sein de la Mitteleuropa.
Cette analyse de long terme des liens entre le Reich et la double monarchie n'est pas unanime au sein des dirigeants austro-hongrois : l'ancien premier ministre hongrois, István Tisza, perçoit la volonté allemande de se servir de la double monarchie comme d'un tremplin pour son influence dans les Balkans et au-delà.

## Issue
Cette conférence se clôt par la rédaction d'un procès-verbal que l'historien Fritz Fischer nomme les « directives de Vienne ». Le procès-verbal de cette conférence récapitule les avancées obtenues par les négociateurs des deux empires. 

### Les directives de Vienne

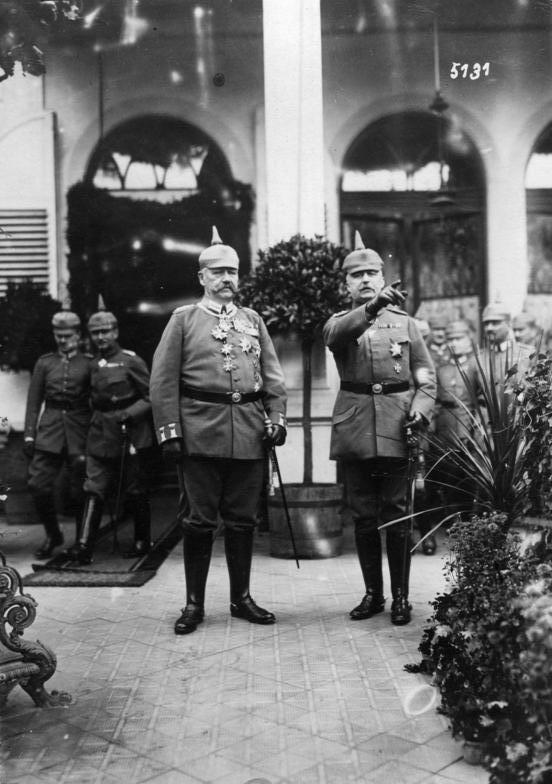
Les Dioscures, Paul von Hindenburg et Erich Ludendorff, ici à Kreuznach le 2 octobre 1917 guerre mondiale, ne parviennent pas à imposer leurs vues aux membres du gouvernement impérial allemand.

Les projets d'expansion formulés dans ce texte matérialisent le renversement des ambitions allemandes et austro-hongroises en Pologne et en Roumanie ; ces directives manifestent également le succès remporté par les membres du gouvernement civil, Georg Michaelis et Richard von Kühlmann, sur les militaires, Paul von Hindenburg et Erich Ludendorff. 
Czernin reconnaît le bien-fondé des exigences allemandes sur la Belgique, sur la Courlande et la Lituanie, tout en engageant le gouvernement allemand à « ne pas faire obstacle à une solution pacifique à l'Ouest ». 
En échange, Czernin parvient à négocier le maintien de certaines des positions politiques, économiques et commerciales de la double monarchie dans la régence polonaise largement placée sous tutelle allemande.

### Compensations allemandes

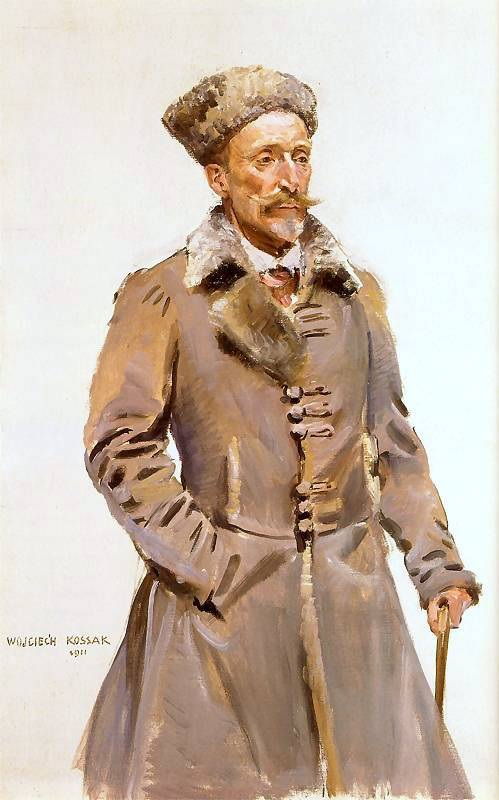
Charles-Étienne de Teschen en 1911 (portrait réalisé par Wojciech Kossak), se verrait reconnaître roi de Pologne. Son royaume indépendant serait placé sous une stricte tutelle allemande, privant son monarque de tout pouvoir réel.

En échange de ce resserrement des liens entre le Reich et la double monarchie, les Allemands se montrent prêts à abandonner le trône de Pologne à un archiduc Habsbourg, Charles-Étienne de Teschen, voire à accepter l'intégration politique du royaume en cours de constitution au sein de la double monarchie. 
Cependant, de moins en moins enclins à multiplier les concessions à un allié épuisé, les négociateurs allemands assurent au Reich une place prépondérante en Pologne. En effet, le futur roi, le très germanophile Charles-Étienne de Teschen, est ravalé au rang de « cerise autrichienne sur le gâteau » polonais : les directives de Vienne instituent entre le royaume de Pologne et la double monarchie une « simple union personnelle sans liaison juridique ». Cette union formelle austro-hungaro-polonaise est complétée par un réel contrôle politique et économique allemand. 
La réalité de cette tutelle n'empêche cependant pas le maintien de certaines positions économiques de la double monarchie en Pologne, notamment par le biais des participations dans les sociétés d'État polonaises : les Austro-hongrois conservent ainsi des minorités de blocage dans les entreprises des transports ferroviaires et au sein des sociétés exploitant le réseau polonais de canaux.

### Projets économiques
La conférence de Vienne se place également dans la perspective d'une volonté de retour au libéralisme économique, tel qu'il existait en 1914. 
Cependant, la question demeure en suspens, les Dioscures, et notamment Erich Ludendorff, se montrent les farouches partisans de la mise en œuvre d'une politique protectionniste, idéalement pour parvenir à l'autarcie du bloc économique contrôlé par le Reich. 
De plus, les acteurs allemands de ces échanges défendent la mise en place de la clause de la nation la plus favorisée, tandis que le gouvernement impérial allemand multiplie les initiatives en vue de mettre en œuvre ce programme une fois la paix revenue. 
Enfin, une partie des pourparlers est consacrée à la mise en place de tarifs ferroviaires communs au Reich et à la double monarchie. D'aspect technique, la négociation de ce tarif place en réalité la double monarchie en position de force face au Reich, l'essentiel du commerce extérieur du Reich à destination des Balkans et de l'Empire ottoman transite par la double monarchie ; dans ce cadre, le Reich souhaite intégrer la convention ferroviaire à quatre conclue le 9 mai 1883 entre la double monarchie, la Serbie, la Bulgarie et l'Empire ottoman.